# Ерекція

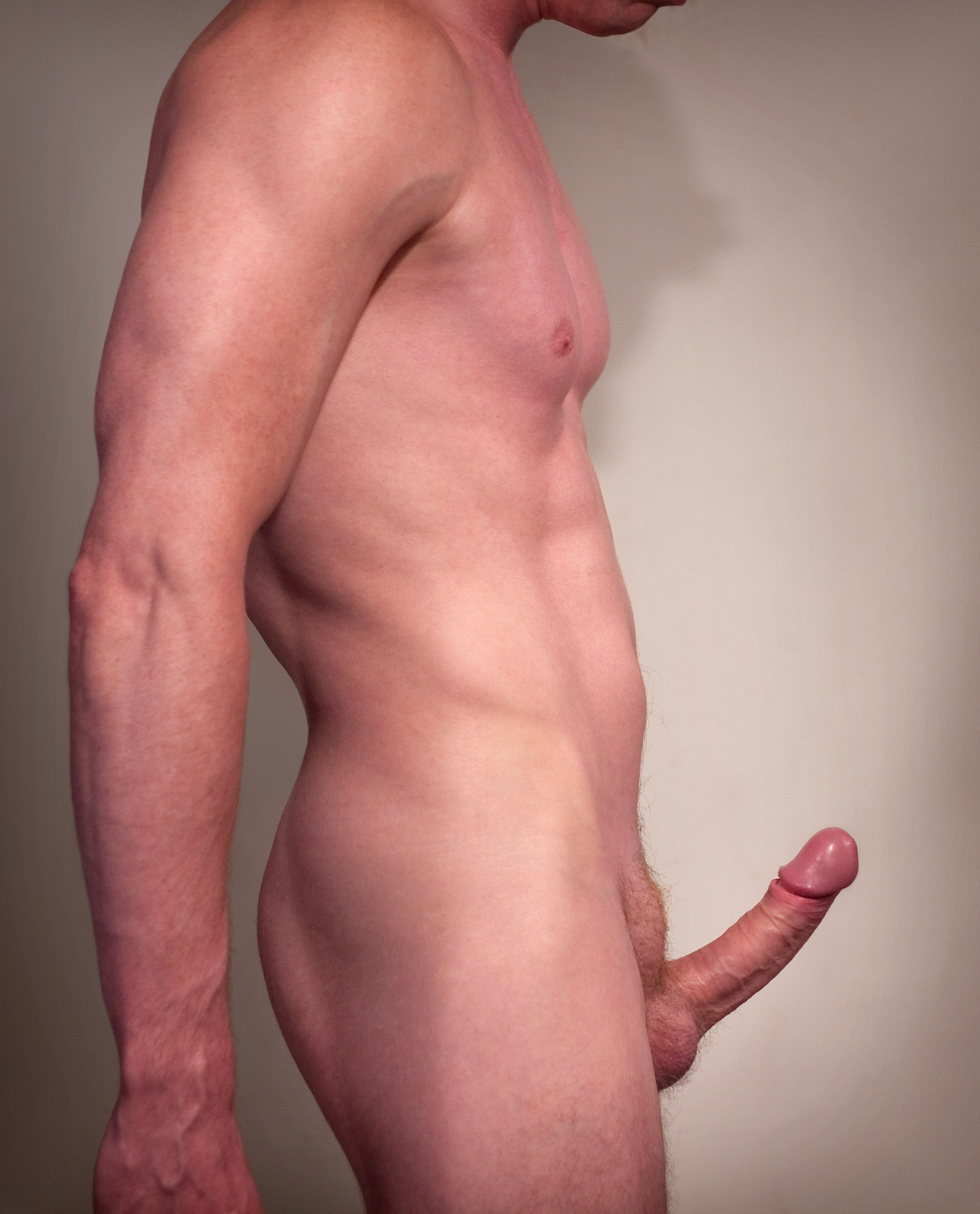
Пеніс у стані ерекції

Ере́кція (від лат. erectio) — збільшення об'єму і твердіння пеніса та клітора внаслідок заповнення кров'ю просторів печеристих тіл. Явище властиве ссавцям, крокодилам, черепахам і деяким видам птахів. У всіх випадках ерекція є комплексним нейроваскулярним процесом.
Ерекція відбувається завдяки судинним і нейрогенним механізмам. Зокрема, ерекція може виникати завдяки рефлекторним механізмам чи завдяки певним психогенним реакціям. Для людини, на відміну від інших тварин, велике значення для ерекції має вторинна сигнальна система. Вона провокує ерекцію без фізичного впливу на ерогенні зони чи демонстрації збуджуючого об'єкту, а лише при відтворенні у свідомості образу такого об'єкту.
У деяких випадках ерекція може природно перейти в еякуляцію навіть без прямої стимуляції статевого органа — це можливо завдяки сильному психоемоційному збудженню, еротичним фантазіям або стимуляції інших ерогенних зон, що активують відповідні рефлекси в нервовій системі.

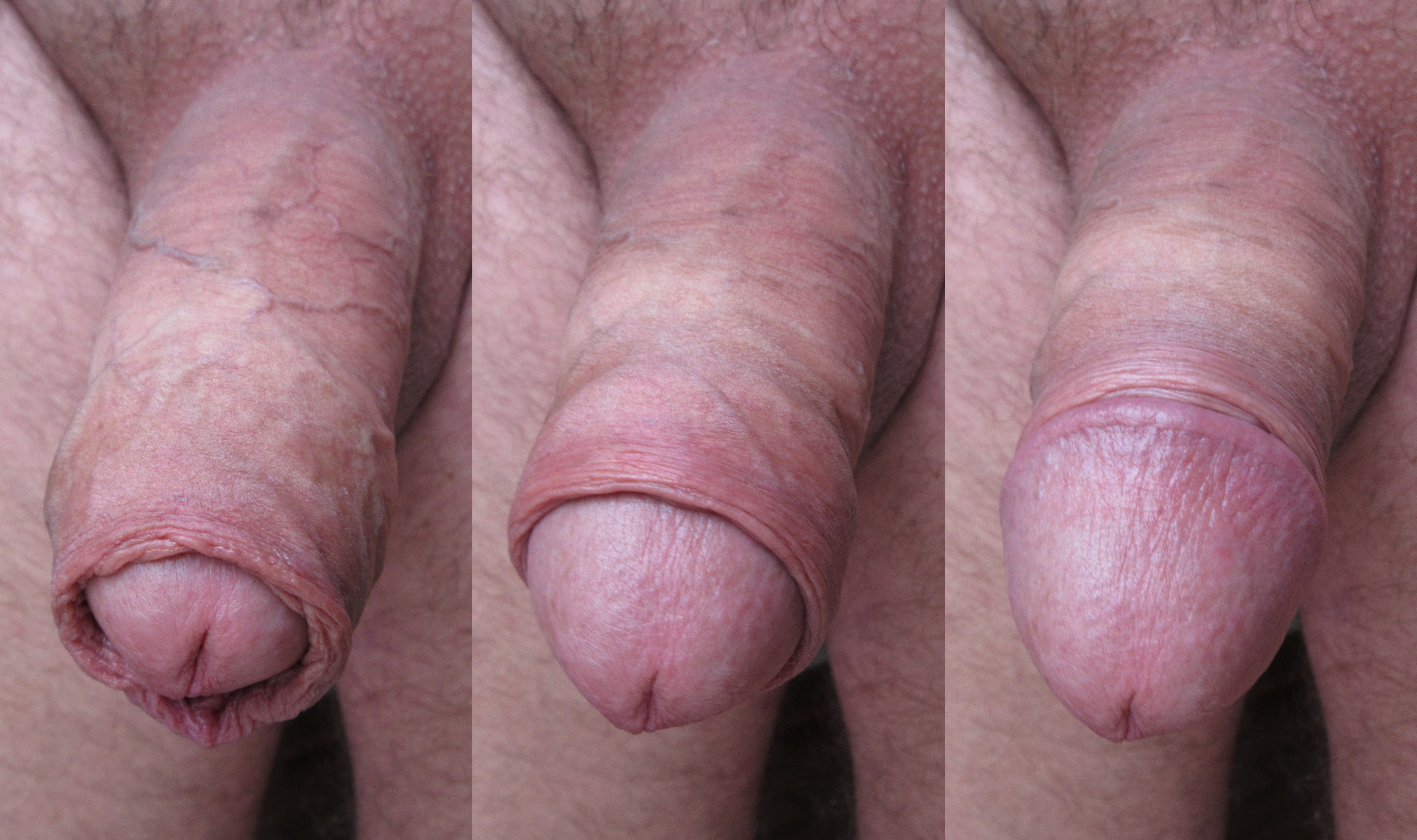
Під час ерекції головка пеніса самостійно оголюється

## Історія і термінологія

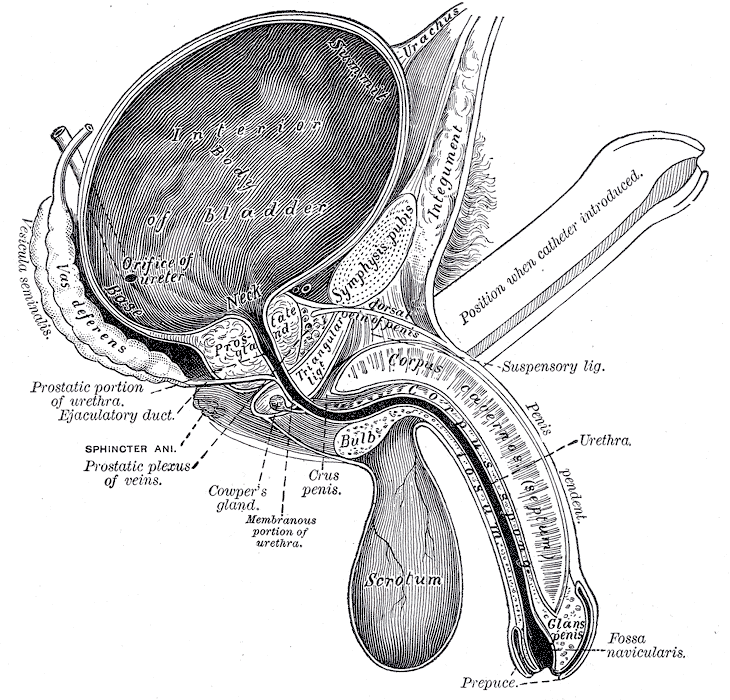
Сечостатева система чоловіка: звичайне положення пеніса; вид пеніса із введеним катетером. Ілюстрація з класичного підручника Генрі Грея «Анатомія» (20-е американське видання, 1918)

Термін «ерекція» походить від лат. erigere, що означає «ставити прямо», «підіймати». Перші згадки про ерекцію і описи фізіологічних процесів, які призводять до її появи, зустрічаються в єгипетських папірусах, датованих 2000 роком до нашої ери. Одним з найпростіших пояснень цього явища була теорія притоку до члена певної субстанції. Перші згадки про вплив нервових систем на ерекцію відносяться до часів Галена. До XV століття вважалось, що ерекція є наслідком заповнення статевого члена повітрям. Леонардо да Вінчі вперше відзначив той факт, що ерекція є наслідком заповнення статевого члена кров'ю. Послідовником да Вінчі став французький науковець Паре Амбруаз, який у 1585 році склав докладний опис анатомії статевого члена і фізіології ерекції. Надалі слідував тривалий період низки відкриттів в області анатомії і фізіології ерекції. Реньє де Грааф у 1677 році навів опис феномену виникнення ерекції після введення води у внутрішні клубові артерії у трупа. У 1899 році науковці вказали на те, що венозна оклюзія є головним фактором у підтриманні ерекції.
Ерекція може виникати завдяки рефлекторним механізмам навіть без сексуального потягу і збудження. Рефлекторна природа ерекції була доведена П. Браше у 1839 році шляхом механічного подразнення члена собаки з перерізаним спинним мозком. У 1852 році була сформульована ідея про основну роль релаксації артерій і гладком'язних елементів кавернозної тканини, що призводить до збільшення артеріального притоку і зменшення венозного відтоку. Період перерахованих відкриттів був підсумований в працях Г. Конті у 1952 році.

## Причини
Ерекція може виникати як спонтанно, так і в результаті якого-небудь рефлексу чи психогенної реакції. Ерекція, яка виникає при дотику до пеніса, називається рефлекторною, а ерекція, яка виникає в результаті еротичних стимулів, психогенною. Спонтанна ерекція виникає без участі свідомості, здебільшого вона відбувається під час сну. За нормальної сексуальної активності взаємодіють рефлекторний і психогенний механізми ерекції, вивчення хворих з паралічами нижніх кінцівок свідчить про можливість незалежної дії цих двох механізмів. У більшості здорових чоловіків ерекція виникає у відповідь виключно на думки сексуального характеру без тактильної стимуляції. Хоча ерекція виникає, насамперед, за рахунок психіки, але з початком її розвитку стимулюються рецептори пеніса і активується рефлекторний механізм.

### Спонтанна ерекція
Спонтанна (мимовільна) ерекція виникає головним чином без участі свідомості, часто вона відбувається під час сну у людей різного віку і навіть у період внутрішньоутробного розвитку. Протягом перших хвилин після пологів у багатьох новонароджених хлопчиків спостерігають ерекцію. Так само, у новонароджених дівчат протягом першої доби можливі лубрикація вагіни й ерекція клітора. Спонтанна ерекція у громадських місцях майже завжди спричиняє у підлітка збентеження, викликає розгубленість і хвилювання.
Ерекція може регулярно виникати під час сну. У чоловіка уві сні трапляється по 5-6 ерекцій за ніч, у жінок під час сну відбуваються аналогічні епізоди зволоження вагіни. Під час пубертату спонтанні ерекції зустрічаються набагато частіше. Неконтрольовані ерекції мають велике значення, коли пеніс перебуває у спокійному стані — він практично позбавлений нової артеріальної крові, яка наповнює його під час ерекції. За відсутності ерекції у тканинах пеніса починається гіпоксія, або нестача кисню, постачанням якої займається артеріальна кров. Причиною спонтанної ерекції, яка часто відбувається у чоловіків зранку, можуть слугувати різні інтроцептивні подразнення, наприклад, переповнення сім'яних пухирців, сечового міхура, прямої кишки.

### Рефлекторна ерекція
Рефлекторна ерекція виникає через реакцію на дотик до геніталій. Подразники безпосередньо діють на нервові закінчення статевих органів, по нервах відчуття передаються до спинного мозку. Подібні реакції мають автоматичний характер.
Рефлекторна ерекція керується периферичними нервами і центрами, локалізованими в нижній частині спинного мозку. При появі рефлекторної ерекції відбувається виділення оксиду азоту, що в свою чергу, призводить до розслаблення стінок судин в печеристих тілах пеніса. Таким чином, порожнини печеристих тіл заповнюються кров'ю, і виникає ерекція. Для розвитку ерекції також необхідний достатній рівень тестостерону в крові. Велике значення рефлекторна ерекція має при ослабленні потенції, наприклад, у літньому віці, коли виникають труднощі з психогенною ерекцією, і стає необхідним переключення на рефлекторні реакції.

### Психогенна ерекція
Психогенна ерекція керується лімбічною системою мозку. Така ерекція викликається думками сексуального характеру, зазвичай, коли людина уявляє секс, чи подразненням органів чуття, які людина сприймає як сексуальні. Існують різні подразники, які приводять нервові центри мозку до стану збудження:
- слухові подразники: збудлива розмова, музика, дихання;
- нюх: запах парфумів, шкіри, волосся;
- смакові подразники: смак слини, їжі, генітальних виділень;
- дотик: дотик тіла, масаж;
- уява: мрії, фантазії, спогади;
- зорові подразники: вид оголеного тіла.

Вказані психогенні подразники можуть викликати ерекцію і сексуальну поведінку як у людей, так і у тварин. Ерекція у тварин виникає під час гону як реакція на які-небудь подразники, що мають сексуальний характер для кожної конкретної тварини. Виникнення ерекції психогенного характеру властиве для людей, для яких, на відміну від інших тварин, велике значення має друга сигнальна система. Вона провокує ерекцію без фізичного впливу на ерогенні зони чи демонстрації об'єкта, що збуджує, а тільки лише при відтворенні його образу у свідомості. У чоловічих особин Homo sapiens сексуальне збудження залежить не тільки від наявних стимулів (зорових образів і тактильних відчуттів, запахів), а й від фантазій, що генеруються спогадами, уявленнями і мріями. Жінки реагують на психічний вплив у меншому ступені, ніж чоловіки. Вид оголених жіночих геніталій збуджує в основному чоловіків, а вид оголених геніталій чоловіків у великої кількості жінок не викликає реакцій сексуального характеру. У багатьох жінок очікування статевого акту не викликає збудження. Таким чином, природа чоловічої і жіночої сексуальної реакції істотно різняться.

## Фізіологія

### У тварин
Пеніс тварин, так само як і людський, належить одночасно до сечової і репродуктивної систем і має різноманітну будову. У черепах, крокодилів і деяких птахів пеніс непарний, являє собою схоже на жолоб стовщення стінки клоаки. Під жолобом знаходяться фіброзне тіло і скупчення каверозної тканини, при набряканні якої жолоб перетворюється на трубку. Трубки плазунів, що зрослись посередні, утворюють пеніс яйцекладних, у спокійному стані він ховається у кишені черевної порожнини. Пеніси крокодилів і черепах мають як правило циліндричну форму, з парою широких з'єднувальних м'язів по боках. Наявність губчатої тканини дозволяє наповнювати їх пеніси кров'ю. М'язи, за допомогою яких пеніс випинається з клоаки, додатково підтримує ерекцію. У самиць крокодила клітор влаштований аналогічним чином, тільки має менший розмір, під час ерекції він може на кілька міліметрів виступати з клоаки. Ерекція пеніса найчастіше виникає під час шлюбного сезону. У ящірок, змій і амфісбен є специфічні зовнішні геніталії під назвою геміпеніс (лат. Hemipenis). Ерекція відбувається у два етапи: м'язи вивертають назовні тіло геміпеніса, і вже потім він наповнюється кров'ю і лімфою, через що він ще сильніше вивертається з клоаки і набрякає. Після парування геміпеніс втягується назад у хвіст у початкове положення.
У живородних внаслідок редукції заднього відділу клоаки пеніс розміщується ззовні. У сумчастих, гризунів і комахоїдних він звернений верхівкою назад. Аналогічно член обернений у слонів, даманів, носорогів і тапірів у спокійному стані, але у стані ерекції він повертається вперед. Положення пеніса верхівкою назад у плацентарних спричинене розвитком промежини. Поступово у низки тварин розвинулись печеристі тіла члена. У сумчастих, китоподібних, хижаків, ластоногих, гризунів, кажанів, і деяких мавп у кінцевій частині пеніса є непарна кістка — бакулюм, яка сприяє ерекції і проникненню пеніса у вагіну. Також, згідно з двома піхвами самиць, пеніс сумчастих часто буває роздвоєним, причому кожна половина має своє відгалуження сечового каналу.
У більшості птахів пеніс відсутній, однак у деяких безкільових, таких як качки, лебеді, гуски, фламінго, страуси, він є. Відносно перерахованих птахів відомо, що у них ерекція відбувається шляхом накачування у пеніс лімфи, а не крові як у ссавців. Перші згадки про те, що у страусів є пеніс, з'явились приблизно у 1836 році, але тільки у 1923 році вчені визначили, що пеніс у цих птахів наповнюється не кров'ю, а лімфою. Пеніси птахів, скоріш за все, гомологічні пенісам рептилій. Пеніси безкільових мають фіксовану частину, яка кріпиться до задньої кишки, і вільну частину, яка складає тіло пеніса. Тіло пеніса у безкільових складається з трьох основних компонентів: пари волокнистих тіл, як починаються біля фіксованої частини, основної еластичної тканини і сім'явивідного каналу. Пеніси страусів вигнуті у лівий бік через асиметрію у розмірі волокнистих тіл. Під час копуляції і дефекації пеніс виступає з нижньої частини проктодеум, де він звичайно знаходиться у спокійному стані. Висування пеніса відбувається за рахунок дії м'язів. Під час ерекції пеніс водоплавних птахів залишається гнучким.

### Чоловіча ерекція

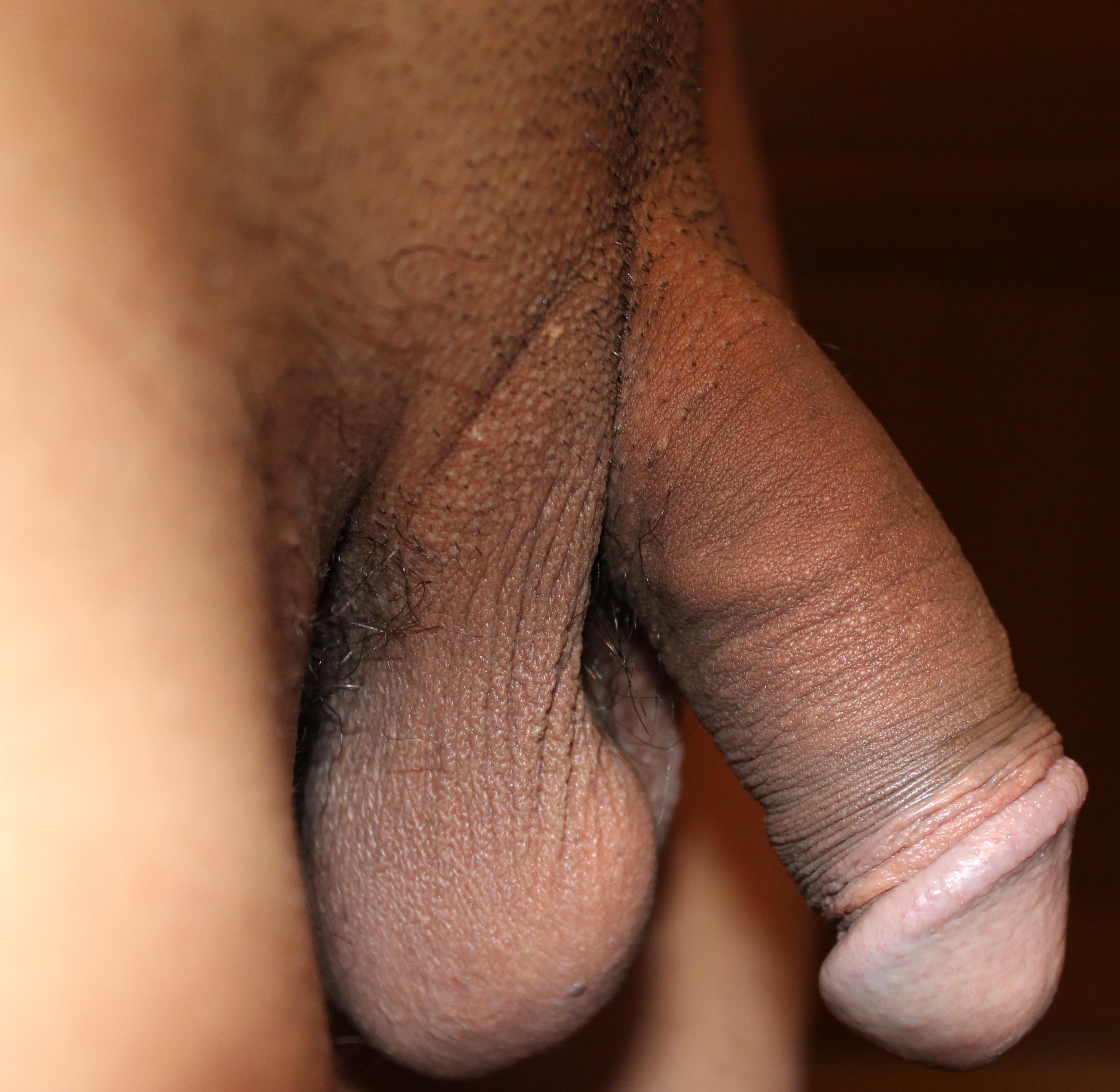
Неерегований пеніс

Ерекція пеніса людини є комплексним нейроваскулярним процесом, що включає взаємодію різних систем:
- нервової системи
- гладкої мускулатури артерій і трабекул пеніса[6][7]

#### Анатомічні передумови
Пеніс — один із зовнішніх органів сечостатевої системи, тобто належить одночасно до сечовидільної системи і репродуктивної системи. Слугує для виведення сечі, зносин і виверження сперми. Під час ерекції печеристі і губчасті тіла наповнюються кров'ю. Кровопостачання пеніса здійснюється через глибоку і дорсальну артерії статевого члена, які є гілками внутрішньої статевої артерії. Чутливим нервом є дорсальний нерв пеніса (гілка соромітного нерва, лат. n. pudendus). Симпатичні нерви йдуть з нижніх підчеревних сплетінь, а парасимпатичні — з тазових нутрощевих нервів. В ерекції беруть участь цибулинно-губчастий м'яз, який охоплює цибулину і задню частину губчастого тіла, і сіднично-печеристий м'яз, який при скороченні м'яза притискає корінь печеристого тіла до кістки, випрямляє пеніс, притискає його тильні вени. У спокійному стані гладкі м'язи пеніса дозволяють лише невеликий артеріальний відтік. М'язи розслабленого пеніса перебувають у помірному стані скорочення, про що свідчить їх скорочення в холоді чи при використанні певних медичних препаратів.

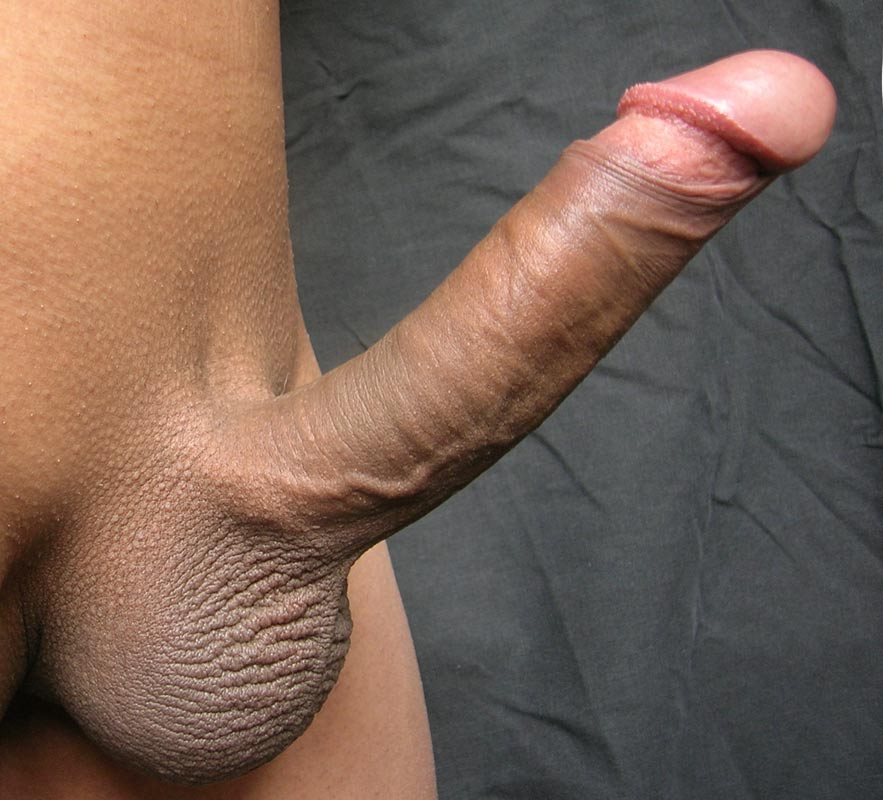
При ерекції на пенісі стають помітними вени

#### Гемодинамічні аспекти
В основі ерекції лежить судинний рефлекс, в результаті якого відбувається наповнення пеніса кров'ю, збільшення його об'єму і підвищення температури. Механізм ерекції полягає в тому, що нервові імпульси, які виникають під час статевого збудження, викликають розширення і розслаблення тонусу стінок артерій пеніса і посилений приток артеріальної крові. Кровобіг через печеристі тіла збільшується у 8-10 разів. В ерекції беруть участь сіднично-кавернозний і цибулинно-кавернозний м'язи, які стискають пеніс біля його основи. Внаслідок цього відтік крові гальмується, кавернозні простори пеніса наповнюються кров'ю і набухають, що й викликає ерекцію. Печеристі тіла напружуються сильніше, ніж кавернозна тканина сечовипускного каналу і головки, це створює умови для проходження сперми через сечовипускний канал.
Кровообіг в пенісі під час ерекції не повністю припиняється, а лише сповільнюється. Разом з печеристими тілами трохи набухає також сім'яний горбочок, він стискає обидва отвори сім'явиносних проток. В цей час дещо звужується простатична частина уретри і різко стискається внутрішній міхурний сфінктер, він перекриває сполучення сім'явиносного каналу з порожниною сечового міхура. Завдяки цьому частина каналу, що лежить спереду від отворів сім'явиносних проток, перекриває тік сечі і стає прохідною тільки для сперми.
У качок, лебедів, гусей, фламінго під час ерекції пеніси наповнюються не кров'ю, а лімфою.

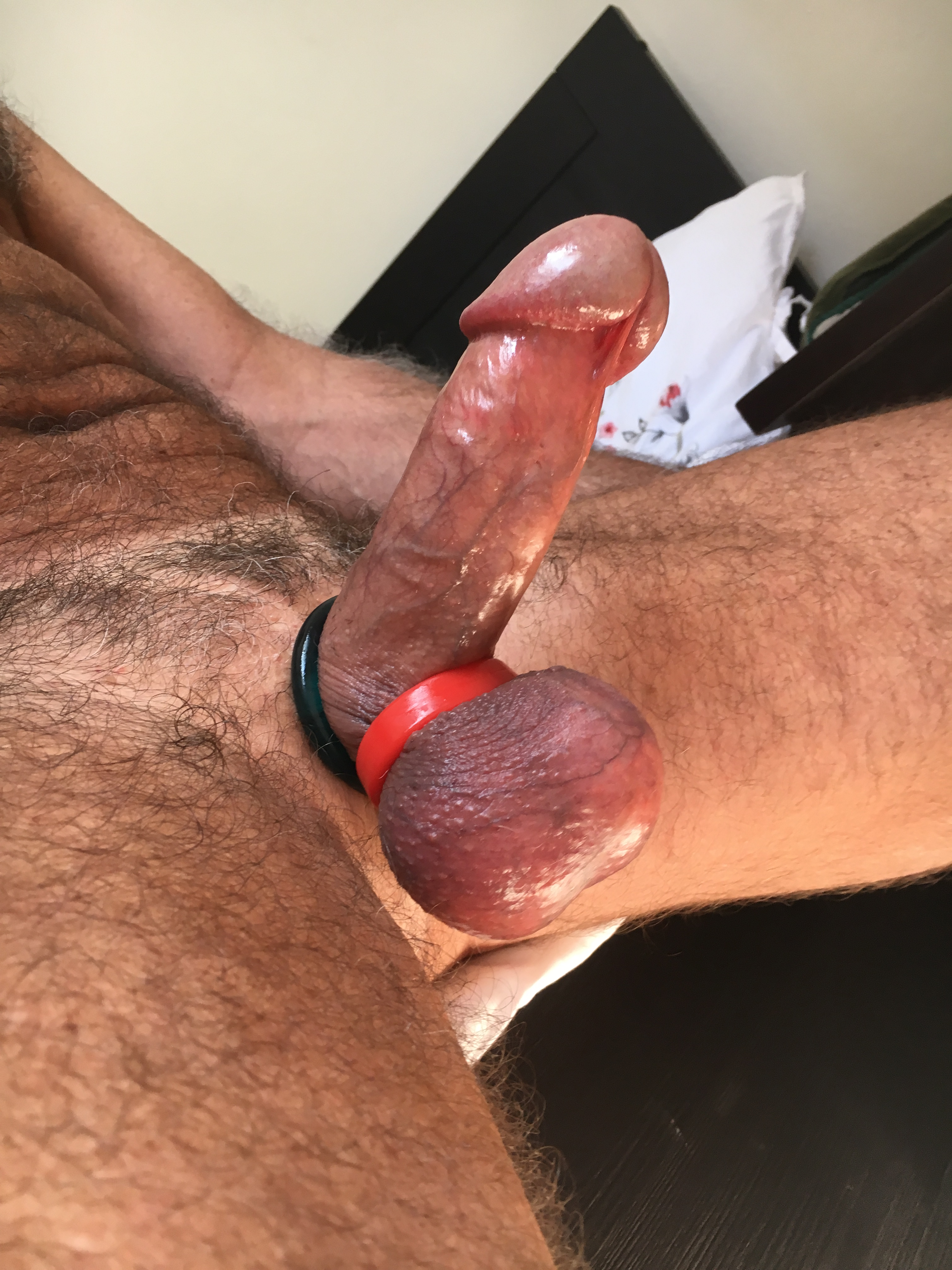
Надягнене ерекційне кільце для підтримки ерекції

#### Нейрофізіологічні аспекти
Ерекція може формуватися як внаслідок рефлексу на рівні спинного мозку, так і за участі кори головного мозку. Ерекція, що виникає як рефлекс на рівні спинного мозку, звичайно викликається подразненням нервових закінчень голівки пеніса. Волокна дорсального нерву формують аферентний провідний шлях для рефлекторного типу ерекції. Відносно точне місце локалізації центру ерекції до теперішнього часу не було визначене. У 1999 році вчені за допомогою прозитрон-емісійної томографії з'ясували, що під час ерекції, викликаної завдяки зоровим сексуальним збудникам, були задіяні обидві скроневі частки кори великих півкуль головного мозку, права нижня частина лобної кори, острівець головного мозку, передня частина лівої тім'яної долі та інші частини мозку.
З нейрофізіологічної точки зору в механізму ерекції беруть участь три периферичних механізми:
- парасимпатичний «судинний механізм»
- симпатичний «гальмівний механізм»
- соматомоторний «м'язовий механізм».

Основною функцією автономної нервової системи (парасимпатичного і симпатичного відділів) є регуляція тонусу гладкої мускулатури артеріол і трабекул пеніса. Соматомоторний «м'язовий механізм» передбачає активізацію поперечно-посмугованої мускулатури, бульбокавернозних і ішіокавернозних м'язів через промежинний статевий нерв. У регуляції всієї статевої функції та ерекції зокрема беруть участь кора і підкіркові утворення головного мозку, статеві центри спинного мозку. Всі статеві центри пов'язані між собою, перебувають у взаємодії та підпорядкуванні, утворюють єдину систему. Так само в ерекції беруть участь стероїдні гормони гонади. Головний мозок багатий рецепторами, які контролюють геніталії, і геніталії впливають на мозок за допомогою продукованих ними гормонів.
Експериментальним шляхом встановлено, що вищі нервові центри ерекції, які розташовані на рівні скроневих частин, лімбічної системи і гіпоталамуса, перебуває під гормональним контролем. Серотонін гальмує статеву активність, а дофамін її стимулює. Дія андрогенів на ерекцію залишається спірною, у чоловіків з низьким рівнем тестостерону у крові кількість нічних ерекцій зменшується. Таким чином напрошується висновок, що ерекція не залежиться від вмісту андрогенів, нестача яких діє швидше на центральну нервову систему, ніж на власне механізм ерекції. Частина волокон печеристих нервів пеніса не є ні адренергічними, ні холінергічними, медіатором в них слугує оксид азоту (NO).

#### Молекулярні аспекти
Сексуальна стимуляція спричиняє вивільнення нейромедіаторів, в першу чергу оксиду азоту. Далі йде ланцюгова реакція — під дією оксиду азоту вироблюється циклічний гуанозинмонофосфат (цГМФ). Основним ефектом цГМФ є розслаблення гладких м'язів, розширення судин і підвищене наповнення пеніса кров'ю. В нормі у здорового чоловіка цГМФ перетворюється на гуанозинмонофосфат (ГМФ), що супроводжується розслабленням пеніса.

### Жіноча ерекція
У жінок, як і у чоловіків, еректильні тканини реагують на сексуальну стимуляцію шляхом збільшення кровонаповнення. Цей процес є природною частиною жіночого сексуального збудження та має кілька ключових аспектів:
Клітор складається з еректильної тканини, яка за своєю структурою схожа на кавернозні тіла пеніса у чоловіків. Під час сексуальної стимуляції:
- Збільшується приплив крові, що викликає набухання клітора і підвищення його чутливості.
- Відбувається активація численних нервових закінчень (у кліторі їх більше 8 тисяч), що сприяє посиленню відчуттів.

- Секреція залоз вагіни збільшується, забезпечуючи природне змащення, необхідне для зниження тертя під час статевого акту.
- Стінки вагіни стають еластичнішими через посилений приплив крові до тканин. Це дозволяє вагіні адаптуватися до пенетрації.
- У нижній третині вагіни спостерігається "ефект вазоконгестії" — розширення кровоносних судин, що підвищує чутливість зони.

Під час збудження малі статеві губи збільшуються в розмірах і можуть змінювати колір на темніший через підвищений кровообіг. Це явище називається гіперемією статевих органів.
У жінок під час сексуального збудження відбувається:
- Скорочення гладенької мускулатури в зоні сосків, що викликає їх ерекцію (набухання і затвердіння).
- Можливе збільшення об’єму молочних залоз через посилений кровообіг.

Сексуальне збудження у жінок активує:
- Нервову систему: Парасимпатичні нерви стимулюють розширення судин та збільшення кровообігу в еректильних тканинах.
- Гормони: Зокрема, естроген і окситоцин відіграють важливу роль у регуляції сексуальної реакції.
- Серцево-судинну систему: Приплив крові до органів малого тазу, молочних залоз і шкіри зростає, сприяючи фізіологічним змінам.

## Стадії та фази

### У чоловіків

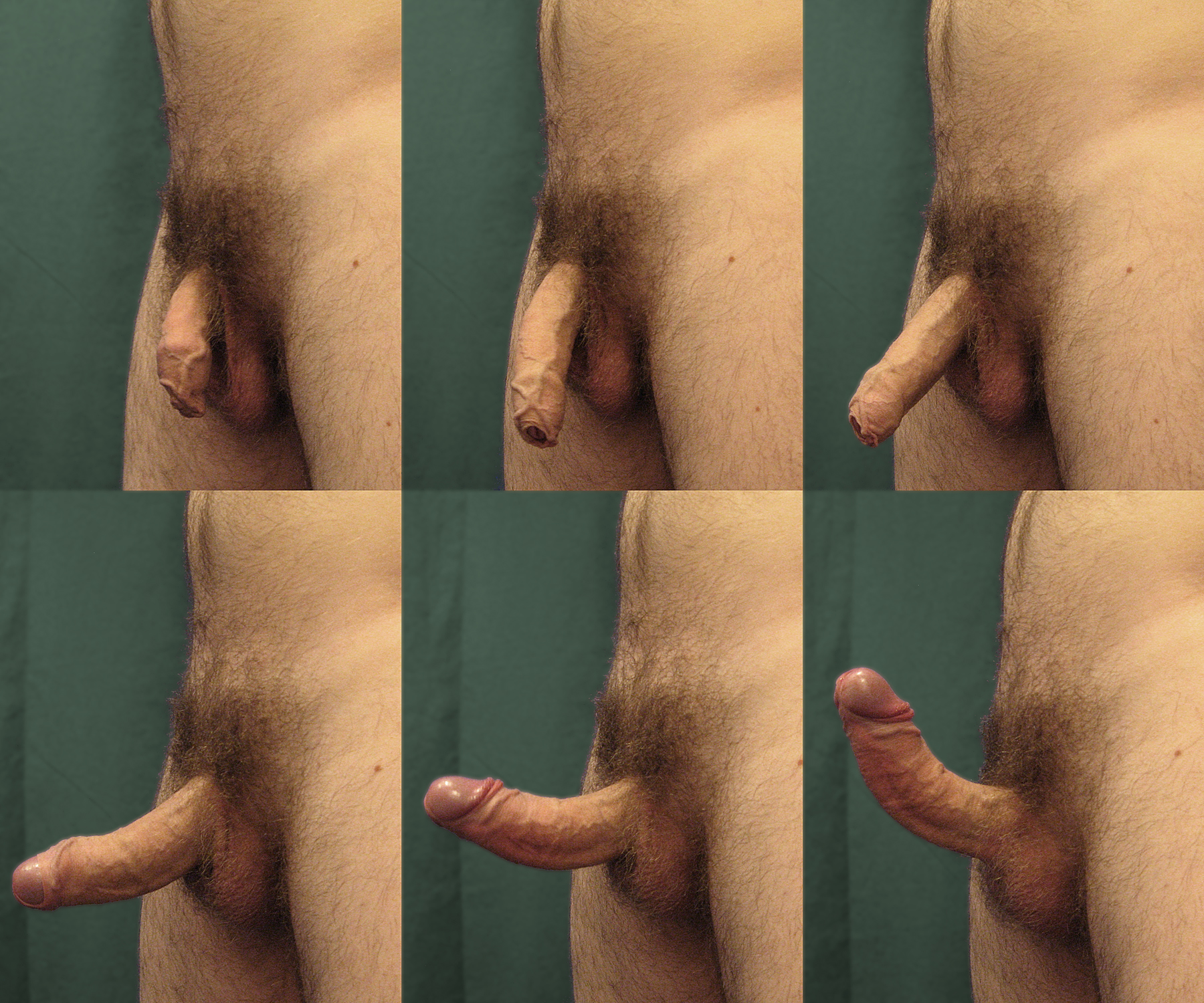
Стадії чоловічої ерекції

Під час появи ерекції пеніс збільшується в об'ємі і стає твердим, після закінчення ерекції повертається до своїх звичайних розмірів. Процес виникнення ерекції можна поділити на різні фази. Всі описані нижче фази відбуваються в печеристих тілах, але аналогічні зміни також маються місце й в губчастому тілі пеніса, включно з голівкою.
Внаслідок стимуляцій різного роду відбувається розслаблення кавернозної гладенької мускулатури (артерій і печеристих тіл), потім відбувається розширення судинних просторів. Одночасно зростає спротив венозному відтоку і збільшується артеріальний приток. Комбінація цих факторів з нерозтяжністю білкової оболонки підіймає інтеркаверозний тиск до рівня середнього артеріального тиску і власне викликає ерекцію. Скорочення м'язів тазу підіймає внутрішньокавернозний тиск вище систолічного, що підвищує ригідність пеніса.
| Стадії                                                                                         | Фази                          | Опис |
| ---------------------------------------------------------------------------------------------- | ----------------------------- | --- |
| Відсутність ерекції                                                                            | Фаза розслабленого стану      | В цьому стані переважає симпатичний тонус, термінальні артеріоли і кавернозні м'язові структури скорочені. Мінімальний кровоток через кавернозні артерії виконує тільки трофічну функцію. |
| Збудження (набухання)                                                                          | Латентна фаза                 | Перед ерекцією відбувається розслаблення гладенької мускулатури артерій і печеристих тіл. Це призводить до зниження судинної опірності і швидкого притоку крові у печеристі простори. Цей період пов'язаний з найбільшим за весь час ерекції збільшенням кровотоку. В цій фазі спостерігається тільки незначне подовження і збільшення повноти пеніса, але внтурішньокаверозний тиск залишається таким як був. |
| Збудження (набухання)                                                                          | Фаза тумесценції              | Відбувається підвищення кров'яного притоку. відзначаються швидке підвищення внутрішньокавернозного тиску. Зумовлена релаксацією трабекулярних гладеньких м'язів податливість каверн посилюється, викликаючи наповнення кров'ю пеніса і ерекцію. Приток крові що триває, і розширення синусоїдальних просторів притискаються венозні сплетіння, що зменшує відтік крові через емісарні вени і ще сильніше збільшує інтеркавернозний тиск.                                                                            |
| Плато                                                                                          | Фаза повної ерекції           | Фаза повної ерекції досягається при вирівнюванні інтракавернозного і середнього систолічного тиску. Знижується відтік крові і підвищується внутрішньокавернозний тиск. Венозний кровотік трохи вищий, ніж у фазі розслабленого стану. Артеріальний приток по внутрішній пудендальній артерії нижче, ніж у фазі наповнення, але вищий ніж в латентній фазі. В цей період тиск залишається постійним, що свідчить про те, що артеріальний приток зменшився у порівнянні з фазою набухання і рівний венозному відтоку. |
| Плато                                                                                          | Скелетна чи ригідна фаза      | Внутрішньокавернозний тиск підвищується вище систолічного. На цій стадії кровотік по кавернозній артерії відсутній. Ця фаза настає природно під час статевого акту чи мастурбації, а її тривалість обмежена м'язовою утомлюваністю, яка усуває тиск ішемії тканин. |
| Оргазм                                                                                         | Перехідна фаза                | Підвищення симпатичної активності призводить до відновлення тонусу геліцинових артерій і трабекулярних гладеньких м'язів. Артеріальний кровотік знижується до низького рівня. Венооклюзивний механізм все ще активний. |
| Рефракторний період Протягом рефракторного періоду може зберігатись часткова чи повна ерекція. | Фаза початкової детумесценції | Оргазмічні скорочення викликають відтік крові з пеніса. Проходить помірне зниження внутрішньокавернозного тиску, що свідчить про відкриття каналів венозного відтоку і зниження артеріального притоку. |
| Рефракторний період Протягом рефракторного періоду може зберігатись часткова чи повна ерекція. | Фаза детумесценції            | Кровообіг у статевих органах повертається до звичайного типу — знижується внутрішньокавернозний тиск, дезактивується венооклюзивний механізм. |

## Порушення
- Еректильна дисфункція
- Пріапізм
- Кліторизм